# Linka M4 (metro v Bukurešti)
M4 je linka metra v rumunské Bukurešti. V provozu má 8 stanic a měří 7,44 km.

## Historie

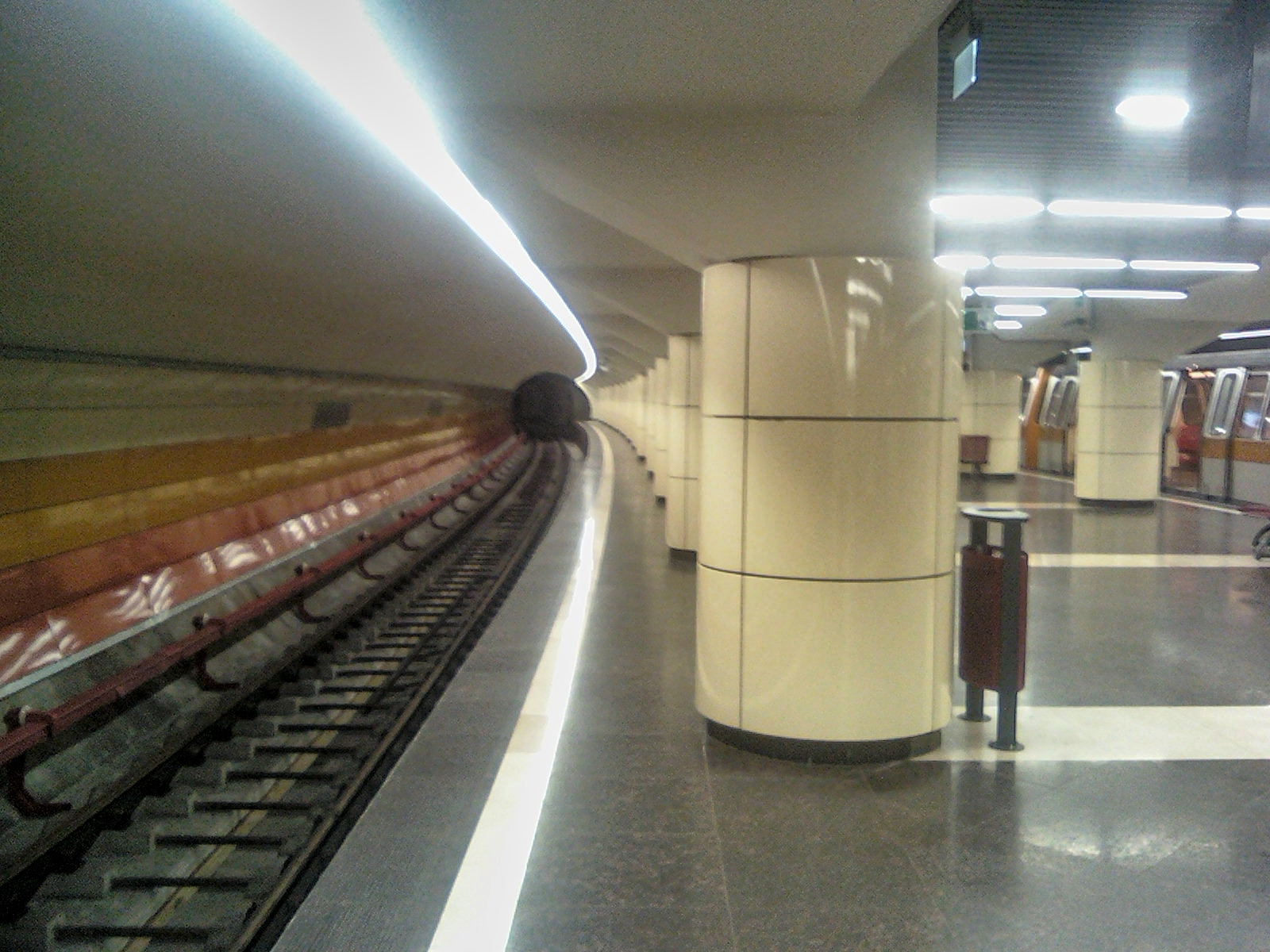
Stanice Parc Bazilescu

Výstavba první části čtvrté linky bukurešťského metra probíhala koncem 20. století a v roce 2000 byl otevřen první úsek. První dvě stanice (mezi hlavním nádražím a nádražím Basarab) kopírují linku M1. V roce 2011 byla linka rozšířena o další dvě stanice. Na dalším prodloužení o 2 stanice se pracovalo od roku 2013. V roce 2015 byly dokončeny tunelovací práce. 2. října 2016 proběhl v nových stanicích den otevřených dveří a do provozu byly uvedeny 31. března 2017.